# Warenwirtschaftssystem
Ein Warenwirtschaftssystem (abgekürzt WWS oder WaWi) ist ein Modell zur Abbildung der Warenströme im Geschäftsprozess eines Unternehmens.  Der Begriff wird überwiegend im Zusammenhang mit Unternehmenssoftware  für Disposition und Logistik, aber auch als Synonym für ERP-Systeme für den Handel verwendet.

## Eigenschaften und Funktionen
Warenwirtschaftssysteme betreffen mehrere Bereiche:
- Der Verkauf erstellt mit dem WWS das Angebot,  den Auftrag, den Lieferschein und die Rechnung. Erweiterte Funktionen sind beispielsweise Auftragsbestätigung, Werkstattauftrag, Lagerausgabebeleg, Kundenverfolgung für die Verwaltung von Informationen zur Kundenpflege (Kundenbeziehungsmanagement, Customer-Relationship-Management) und externe Datenerfassung für den Außendienst. Alle Funktionen des Verkaufes dienen dazu, einen gültigen Kaufvertrag abzuschließen. Die Fakturierung, also die Übergabe des Rechnungsausgangbuches in die Buchhaltung, schließt in der Regel den Verkaufsprozess eines WWS ab. Die Debitorenbuchhaltung überwacht den Zahlungsverkehr zum Kunden, die Kreditorenbuchhaltung den zu den Lieferanten.

- Der Einkauf benötigt Funktionen für die Bestellvorschlagsermittlung (Bedarfsermittlung) und die Bestellung. Anhand der Daten des Verkaufs und der Lagerhaltung kann ein WWS automatisiert Bestellvorschläge ermitteln bzw. eine Bestellung auslösen.

- Die Warenlogistik überwacht im WWS durch ein Modul für Lagerverwaltung die interne Bestandsführung. Damit die Bewegungsdaten, vor allem des Verkaufes (Auftragsbestätigungen, Lieferscheine), des Einkaufes (Bestellung, Wareneingang) und ggf. der internen Reservierung und Lagerentnahme für die Fertigung, automatisch in die Lagerverwaltung übernommen werden, ist die moderne Lagerverwaltungssoftware ein integriertes Modul eines WWS. Die Inventur der Waren wird dabei mit unterstützt. Lagerkennzahlen, die ein WWS mit unterstützen sollte, sind beispielsweise der Mindestbestand, der Meldebestand und der Höchstbestand. Kernbereich im Lager ist zusätzlich eine Kommissionierung, mit der die Ware im Lager eingelagert und entnommen werden kann. Warenwirtschaftssysteme unterstützen dabei meist dynamische Lagerhaltung, statische Lagerhaltung sowie Mischformen. Integriert sind auch Lösungen für eine Kommissionierung, zum Beispiel anhand von laufwegoptimierten Picklisten oder auch der Verwendung von MDE-Geräten zur mobilen Datenerfassung.

### Mögliche Bestandteile
Weitere mögliche Bestandteile eines WWS sind:
- Kassenschnittstelle bzw. integrierte Verkaufskasse für den Direktverkauf
- Abrechnung der Provision für den Verkäufer
- Personalverwaltung, zum Beispiel Mitarbeiter-Zeiterfassung, Gleitzeitkonten, Stammdatenverwaltung
- Berichtswesen für Auswertungen (z. B. von Lagerwerten bis hin zur BWA)
- Finanzmanagement, z. B. Buchhaltung, Zahlungsabgleich, Reportings, Offene-Posten-Listen
- Verwaltung von Verkaufsfilialen
- Datenaustausch über standardisierte Schnittstellen (z. B. EDIFACT, Datanorm, XML, CSV sowie beispielsweise die von GAEB, DATEV oder VDA entwickelten Standards)
- Statistische Auswertungen der Daten für das Controlling
- Bei Produktionsunternehmen Schnittstelle zu einem Produktionsplanungs- und steuerungssystem (PPS)
- Bei Handelsunternehmen Schnittstellen zu einem oder mehreren Onlineshop-System für den E-Commerce-Bereich bzw. zu Online-Marktplätzen; teilweise gibt es auch integrierte Online-Shops, die als Bestandteil des WWS betrachtet werden können.

### Offenes, geschlossenes und integriertes Warenwirtschaftssystem
Ein WWS wird als geschlossen bezeichnet, sofern es alle folgenden zentralen Module umfasst:
- Wareneingangsmodul
- Warenausgangsmodul
- Dispositions- und Bestellwesenmodul
- Ausgabe von Dispositionshilfen und Bestellvorschlägen
- Bestellschreibung und Überwachung
- Marketing-/ Managementinformationsmodul.

Fehlt eines dieser Module, handelt es sich um ein offenes Warenwirtschaftssystem. Von einem integrierten Warenwirtschaftssystem hingegen spricht man, wenn alle obig genannten Module vorhanden sind und zusätzlich noch Verbindungen nach außen, also beispielsweise zu Banken, Lieferanten oder Marktforschungsinstituten, bestehen.

### Unterschiede und Gemeinsamkeiten mit Enterprise Resource Planning-Systemen
Der Übergang zwischen Warenwirtschaftssystem und ERP-System ist nicht klar definiert. Die Abgrenzung erfolgt in der Regel anhand des Funktionsumfanges. Sind z. B. Funktionen oder Module im Bereich Controlling und Materialwirtschaft integriert, spricht man eher von einem ERP als von einem WWS.
Der Aufbau der Anwendungssoftware eines WWS basiert auf einer Datenbank, die die Stammdaten und Bewegungsdaten mit folgender Datenbankstruktur verwaltet: Stammdaten sind die in Datensätzen verwalteten Objekte, vor allem Kunden, Lieferanten, Waren (Artikel) oder Stücklisten. Bezogen auf diese werden die Bewegungsdaten, die verwalteten wirtschaftlichen Transaktionen in Form von Geld (Eingangsrechnung, Rechnung an den Kunden) und Waren (Lagereingang, Lieferschein) in eigenen Datensätzen erfasst.

### Vorteile der Einführung eines Warenwirtschaftssystems
Ein Warenwirtschaftssystem ist maßgeblich am Unternehmenserfolg beteiligt. Wie bei einer ERP Software sollten Warenwirtschaftssysteme in der Lage sein, die wesentlichen Abläufe im Unternehmen zu steuern, redundante Dateneingabe zu vermeiden und manuelle Prozesse durch Automatisierung oder zumindest Teilautomatisierung möglichst zu reduzieren. Dazu solle das System Auswertungen und Kennzahlen und somit wichtige Entscheidungshilfen liefern. Wichtige Prozesse sind beispielsweise eine Belegerstellung von Angebot über Auftrag, Rechnung und Gutschrift. Viele Systeme können zudem mehrere Lager verwalten und immer den aktuellen Bestand anzeigen, wenn dieser entsprechend gepflegt wird. Auch Buchungen über ein angeschlossenes Kassensystem oder einen eShop werden direkt im System verbucht. Unternehmen können ebenfalls auswerten, wie gut sich welche Artikel verkaufen und so eine Sortimentsoptimierung durchführen. Damit das Warenwirtschaftssystem dem Unternehmen einen Mehrwert bietet, muss dieses optimal auf das Unternehmen ausgerichtet sein und die Unternehmensprozesse unterstützen.

### Steuerliche Vorlagepflicht im Rahmen der digitalen Betriebsprüfung
Es ist noch nicht höchstrichterlich geklärt, ob die Unterlagen aus dem WWS vorgelegt werden müssen. Führt ein Gewerbetreibender freiwillig oder aus berufsrechtlichen Gründen weitergehende Aufzeichnungen als für einen Einzelhändler nach ständiger Rechtsprechung erforderlich, ist er zu deren Herausgabe nicht verpflichtet. Eine Vorlagepflicht der elektronischen Daten ergibt sich jedoch mittelbar bei Betrieben, wenn diese Daten für die Fortschreibung einer permanenten Inventur benötigt werden oder als Nachweis für Teilwertabschreibungen dienen. Die verweigerte Herausgabe dieser Unterlagen allein führt nicht zu einer Schätzungsbefugnis des Finanzamts.